# 新浦区
新浦区（しんほ-く）は中国江蘇省連雲港市に位置していた市轄区。2014年に海州区と合併した。

## 行政区画
- 街道:浦東街道、浦西街道、新東街道、新南街道、路南街道、新海街道、
- 鎮:南城鎮、浦南鎮
- 郷:雲台郷、花果山郷、甯海郷